# Nemoura espera
Nemoura espera är en bäcksländeart som beskrevs av Ham och Lee 1999. Nemoura espera ingår i släktet Nemoura och familjen kryssbäcksländor. Inga underarter finns listade i Catalogue of Life.